# Bitwa pod Wissembourgiem
Bitwa pod Wissembourgiem – starcie zbrojne, które miało miejsce 4 sierpnia 1870 roku pod Wissembourgiem, na zachód od Karlsruhe między siłami pruskiej 3 Armii a oddziałami francuskiego I korpusu podczas wojny francusko-pruskiej. W walce po stronie pruskiej wzięły udział 3 i 4 dywizja bawarska oraz 9 i 10 dywizja pruska pod dowództwem kronprinza Fryderyka. Po stronie francuskiej 4 dywizja pod dowództwem generała Abla Douaya.
Wissembourg był ważnym skrzyżowaniem, otwierającym drogę do Strasburga i dolnej Alzacji, znajdującym się nad granicą z Palatynatem Bawarskim. Francuska 4 dywizja miała pecha, gdyż rozkazy dowódcy I korpusu, marszałka Patrice'a de Mac-Mahona, wysłały ją w to – zbyt odległe od sił głównych - miejsce tuż przed pruskim uderzeniem. Za radą saperów miasto zostało wybrane jako główny punkt oporu. Dywizja obsadziła pozycje obronne wzdłuż rzeki Lauter, frontem zwrócona na północ.
Z samego rana Douay zlecił dokonanie słabego rozpoznania na przeciwległym brzegu rzeki, a następnie uspokojony jego wynikami (niewielkie starcie z pruską kawalerią) zarządził śniadanie o 8:00. Gdy telegrafista kończył przekazywać fałszywie uspokajający meldunek do Mac-Mahona w Strasburgu, pierwsze pociski bawarskiej artylerii lądowały właśnie w mieście. Wissembourg i okolice posiadały sporą ilość starych fortyfikacji pochodzących z poprzedniego wieku, generał Douay obsadził je swoimi ludźmi. 
Nastąpiło frontalne natarcie Bawarczyków, które francuscy żołnierze powitali lawiną ognia z Chassepotów i mitraliez. Pod ogniem wielu bawarskich oficerów straciło głowy i niektóre oddziały zmuszono rozkazami do sformowania zwartych kolumn szturmowych - z opłakanymi rezultatami. Po stronie francuskiej wyróżnił się m.in. 1 algierski regiment tyralierów. Sytuacja powoli zaczęła się zmieniać. W nocy padało, a poranek był ciepły – w powietrze podniosła się więc mgła. Pruscy i bawarscy żołnierze, wykorzystując to, zaczęli pododdziałami przenikać w labiryncie winnic bliżej stanowisk francuskich, starając się zniwelować przewagę Chassepota nad karabinem Dreysego w jaki byli wyposażeni. Kilka dział pruskich przekroczyło Lauter i włączyło się do walki prowadząc ogień bezpośredni. Reszta silnej pruskiej artylerii z wielką intensywnością strzelała w zabudowania Wissembourga tak długo, aż zniszczyła znajdujące się tam mitraliezy i wygoniła francuskich piechurów.
Prusacy nie posuwali się do przodu mimo znacznych strat. Na szczęście dla księcia Fryderyka Wilhelma pruska taktyka nigdy nie polegała na ataku frontalnym. Gdy trwały walki na pozycji centralnej, 3 dywizja bawarska ruszyła aby obejść francuską prawą flankę i dostać się na tyły przeciwnika. Generał Douay nie zdążył zareagować na zagrożenie. Objeżdżając pole bitwy, ok. 11:00 zatrzymał się w Wissembourgu obok stanowiska mitraliezy i zginął od wybuchu pocisku artyleryjskiego. Wkrótce potem okrążenie zostało zamknięte. Żołnierze francuscy nie poddawali się jednak. Ich artyleria strzelała z wyżej położonych pozycji nad Lauter tak szybko, jak potrafiła. 
Gdy pojawiła się wreszcie biała flaga, okazało się, że w kierunku wojsk pruskich niosą ją przedstawiciele rady miasta Wissembourga. Obawiając się kompletnego zniszczenia miasta burmistrz zażądał od pododdziałów francuskiego 74 pułku otwarcia barykad i wpuszczenia Prusaków. Major Liaud, dowódca 2 batalionu 74 pułku patrzył w zdumieniu na mieszkańców miasta, którzy błagali jego żołnierzy o zaprzestanie "bezużytecznej obrony". Gdy chciał wysłać żołnierzy na dachy w celu ostrzeliwania Prusaków, burmistrz zwrócił mu uwagę, że żołnierze francuscy powodują straty materialne i niepotrzebnie przedłużają bitwę. Zasady walki zmieniły się gwałtownie, gdy tłum mieszkańców opanował bramę Haguenau, opuścił most zwodzony i przywołał Bawarczyków do środka.
W tym czasie pruskie bataliony, które dokonały okrążenia, zepchnęły część oddziałów francuskich do zamku Geisberg i rozpoczęły jego szturm. W tym ataku Prusacy nie zaprezentowali ani giętkości taktycznej ani sprytu, szturmując twardo w zwartych formacjach całą pozycję. Ponosili przy tym ciężkie straty. 7 pułk, złożony niemal w całości z Polaków, w takim natarciu stracił 23 oficerów i 329 żołnierzy. Przez jakiś czas panował pat, dopóki Prusacy nie wciągnęli 4 dział na odległość 800 kroków od zamku. Po ciężkim ostrzale wielu Francuzów zginęło, pozostałych przy życiu 200 szybko się poddało. Reszta 4 dywizji Douaya rozpadła się i rozpoczęła bezładną ucieczkę na zachód, oddając przeciwnikowi 15 dział, 4 mitraliezy, całą amunicję i 1 000 jeńców. W Wissembourgu, w ciężkich walkach ulicznych wybito bądź wzięto do niewoli resztki algierskich tyralierów i 300 żołnierzy 74 pułku.
Marszałek Mac-Mahon wyznaczył resztkom 4 dywizji miejsce koncentracji i spotkania z VI korpusem Canroberta w małej wiosce na wschodnim skraju Wogezów nazywanej Froeschwiller.